# Maiko Kano
Maiko Kano (狩野 舞子, Kano Maiko) est une ancienne joueuse de volley-ball japonaise née le 15 juillet 1988 à Mitaka. Elle mesure 1,85 m et jouait au poste de réceptionneuse-attaquante. Elle a totalisé 75 sélections en équipe du Japon.

## Biographie
Avec l'équipe du Japon de volley-ball féminin, elle est médaillée de bronze olympique en 2012 à Londres.

## Clubs
| Club                 | De        | À         |
| -------------------- | --------- | --------- |
| Hisamitsu Springs    | 2007-2008 | 2009-2010 |
| Minerva Volley Pavie | 2010-2011 | 2010-2011 |
| Beşiktaş İstanbul    | 2011-2012 | 2011-2012 |
| Hisamitsu Springs    | 2012-2013 | 2014-2015 |
| PFU BlueCats         | 2016-2017 | 2017-2018 |

## Palmarès

### Équipe nationale
- Jeux olympiques
  -  2012 à Londres.

### Clubs
- V Première Ligue
  - Vainqueur : 2013, 2014.
  - Finaliste : 2015.
- Coupe de l'impératrice
  - Vainqueur : 2013, 2014.
- Tournoi de Kurowashiki
  - Vainqueur : 2013.
- Championnat AVC des clubs
  - Vainqueur : 2014.